# 김대환 (법조인)
김대환(金大煥 1942년 ~)은 대전고등법원장과 서울고등법원장을 역임한 법조인이다. 

## 생애
1942년에 경상북도 군위군에서 태어나 서울대학교 법학과를 졸업하고 제8회 사법시험에 합격하여 육군 대위를 전역한 이후 판사에 임용되어 서울형사지방법원 서울고등법원 등에서 판사와 서울고등법원 등에서 부장판사를 하다가 서울고등법원에서 수석 부장판사로 재직하고 있을 때인 1999년 10월 11일에 수원지방법원장에 임명되었다. 수원지방법원장에 임명된 직후인 11월 20일에 수원지역 주민들의 등기민원 불편을 해소할 목적으로 2000년까지 수원시내 택지개발지구에 2개 등기소를 설립하였으며 2000년 6월에 최종영 대법원장이 제청하는 신임 대법관 후보로 거론되었으나 2000년 7월21일에 대전고등법원장으로 승진하였으며 2001년 2월 12일에 서울고등법원장으로 전보되면서 대법원장에 의해 중앙선거관리위원회 위원에 지명되었다. 서울고등법원장을 끝으로 법관에서 물러났으며 이후 법무법인 율촌에서 송무 Group 변호사를 하다가 2004년 3월 2일에  박영철 고려대 교수와 함께 대법원장 추천으로 공적자금관리위원회 민간위원에 임명되었다. 2013년 4월에는 서울중앙지방법원과 서울고등법원을 관할하는 서울법원조정센터 상임조정위원과 센터장을 맡았다.
광주고등법원에서 재직하던 1991년 12월 20일에 성폭행한 남자를 보복 상해한 피고인에 대한 항소를 기각하면서 집행유예와 치료감호를 선고한 원심대로 선고하자 성폭행 사건 대책위원회와 전남여성회 등이 재판장과 면담을 요구하며 재판장실을 점거 농성한 사건이 일어났으나 경찰에 강제연행됐다.

## 주요 판결
인천지방법원 합의부 재판장으로 재직하던 1986년 2월 15일에 대우자동차 농성 사건 
항소심에서 징역1년6월 구류10일, 피고인 2명에게 징역1년, 그외 3명에게 징역1년 집행유예2년을 선고했다.
서울형사지방법원 항소3부 재판장으로 재직하던 1988년 3월 5일에 "보행자가 녹색 신호를 보고 횡단보도에 들어선 이상 횡단 도중에 적색 신호로 바뀌더라도 다 건널 때까지는 도로교통법 제48조 제3항에 의한 운전자가 보호해야 할 보행자에 해당되어 이런 의무를 위반해 사고를 낸 이상 피해자가 처벌을 원하지 않더라도 형사처벌 대상이 된다"며 공소기각 판결을 했던 원심을 파기하고 벌금 30만원을 선고했다. 7월 30일에 전대협 의장으로서 교내외에서 각종 시위를 주도하여 1심에서 징역1년6월 자격정지2년을 선고받은 이인영에 대해 징역6월 자격정지2년 집행유예3년을 선고했다. 1989년 6월 8일에 변호사법위반으로 구속
되어 1심에서 징역1년 추징금 550만원을 선고받은 전두환 대통령의 사촌동생인 전우환에 대해 징역10월 추징금 550만원을 선고했다. 6월 22일에 삼양교통에서 사규위반 등으로 해고되자 서울북부지방노동사무소에 구제신청을 하고 부당해고 철회 등을 요구하며 회사를 비방하는 유인물을 작성해 배포하고 다른 회사 쟁의에 지원을 다니다가 구제신청이 기각된 이후 해고되자 노동쟁의 조정법 제3자 개입 금지 등으로 구속기소된 피고인에 대한 항소심에서 자기 회사에서의 활동에 대해 원심대로 무죄를 선고하면서 다른 회사 노동쟁의에 개입한 부분에 대해서만 징역1년 벌금 5만원 집행유예3년을 선고했다.
서울민사지방법원 합의15부 재판장으로 재직하던 1989년 11월 17일에 투서 사건으로 54억원 상당의 재산을 강제로 국가에 헌납했던 전 민정당 대표 정래혁의 국가 상대 재산의 반환을 요구한 소송에서 "이유없다"며 기각했다.
광주고등법원 형사부 재판장으로 재직하던 1991년 12월 20일에 자신을 성폭행한 남자를 살해하여 1심에서 징역2년6월 집행유예3년 치료감호 처분을 받은 김부남에 대한 항소심에서 피고인의 항소를 기각했다.
서울고등법원 형사1부 재판장으로 재직하던 1992년 10월 2일에 대한민국 제14대 국회의원 선거에서 민주당 홍사덕 후보의 사생활을 비방하는 흑색 선전물을 살포하다 1심에서 징역1년6월 집행유예3년을 선고받은 안기부 대공수사국 소속 한기용(37세) 사무관과 징역8월 집행유예2년을 선고받은 박재규(29세) 김일환(32세) 전우경(27세) 등 4명에게 "처벌받아야 마땅하지만 대공 수사관으로 남이 알아주지 않는 음지에서 성실히 일해온 모범 공무원인데다 유죄판결로 공무원 자격 박탈되는 점 등을 참작했다"며 원심대로 선고했다. 1993년 2월 26일 5공화국 비리로 구속되어 1심에서 징역2년 집행유예3년을 선고받은 전 치안본부 정보1과 분실장 서정희(48세 당시 청와대 정부수석 비서관실 파견)에 대해 혐의사실 중에 일부만 유죄를 인정하여 선고유예 판결했으며 박종철 고문치사 사건에 대해 은폐, 조작하여 2심에서 무죄가 선고되었다가 대법원에서 파기환송된 전 치안본부 5차장 박처원(65세)에게 범인도피죄를 적용해 1심대로 징역1년6월 집행유예3년을 선고했다. 4월 2일에 박종철 고문치사 사건으로 기소돼 2심에서 무죄를 선고받고 대법원에서 파기환송된 치안본부장 강민창(60세)에 대해 징역8월 집행유예2년을 선고하면서 직권남용에 대해 "부검의가 직책상 피고인의 지시를 받을 위치에 있지 않다"는 이유로 무죄판결했다. 8월 23일에 김근태에 대한 고문한 혐의로 법원에서 재정신청을 인용하여 공판에 회부된 치안본부 대공수사국 소속 김수현 경감에 대해 특정범죄가중처벌법 불법체포,감금, 형법 독직 폭행죄를 적용해 징역3년 자격정지2년, 그외 백남은 경정과 김영두, 최상남 경위에 대해 징역2년~1년6월을 선고하면서 법정구속했다.
서울고등법원 특별6부 재판장으로 재직하던 1997년 1월 21일에 남민전 사건으로
징역15년을 선고받고 1988년 가석방되었으나 1995년 보안관찰 처분을 갱신하자 낸 소송에서 "재범 위험성을 인정할 충분한 이유가 없다"며 원고 승소 판결했다. 5월 20일에 1994년 인천 북구청 세무계장으로 있으면서 지방세 55억여원을 횡령하여 1심에서 징역22년6월 벌금40억원 선고받자 전재산 사회 헌납 약속으로 2심에서 벌금없이 징역22년6월만 선고된 안영휘의 가족이 "가족 명의의 재산을 압류한 것은 부당하다"며 청구한 소송에서 "구청은 안씨 명의의 부동산을 처분해 20억여원을 환수하라"는 원심을 깨고 원고패소 판결했다.
서울고등법원 형사10부 재판장으로 재직하던 1998년 4월 18일에 부하 직원의 불법행위를 묵인하고 뇌물을 받은 혐의로 1심에서 집행유예 선고받은 전 김포세관 계장에
대한 항소심에서 "공판 전 증인신문은 무효"라며 원심 파기하고 무죄를 선고했다. 공판 전 증인신문제도에 대해 헌법재판소가 위헌 결정받은 이후 첫 판결이다. 4월 28일에 대한민국 제15대 국회의원 선거에서 선거운동기간 전에 선거기획단을 운영하여 법정선거운동 비용을 초과한 혐의 등으로 기소된 이명박에 대해 공직선거법과 범인도피죄를 적용해 각각 벌금400만원, 벌금 300만원을 선고했다. 6월 30일에 사전 선거운동으로 1심에서 징역8월 집행유예2년을 선고받은 박계동에 대해 벌금 600만원을 선고했다. 11월 4일에 "이회창 후보 아들 이정연이 고의로 체중을 감량해 병역을 면제받았다"고 기자회견을 했던 전 서울병무청장 직원 이재왕에 대해 명예훼손과 공직선거법 위반으로 징역1년6월을 선고했다. 11월 30일에 1심에서
징역5년을 선고받은 권영해 전 안기부장이 청구한 보석 신청에 대해 "증거인멸할 우려가 있고 병세가 심각하지 않다"며 기각했다. 12월 1일에 대통령 선거에서 김대중 후보를 비방하는 기자회견을 열어서 1심에서 징역2년이 선고된 윤홍준에게 징역1년6월을 선고하면서 같은 혐의를 받은 전 안기부 해외조사실장 이대성도 징역1년6월을 선고했다. 12월 8일에 불공정행위 조사와 관련해 기업체로부터 3200만원의
뇌물을 받아 1심에서 징역2년6월이 선고된 이강우 전 공정거래위원회 위원장에 대해 "공직생활 중에 성실히 근무한 점 등을 고려할 때 실형은 과중하다"며 원심판결을 파기하면서 징역2년6월 집행유예3년을 선고했다. 12월 24일에 대학원 연구과정을 수료한 뒤 선거 인쇄물에 대학원 총동문회 이사라고 기재하여 허위사실공표죄로 기소된 피고인에 대해 벌금80만원을 선고했다. 1999년 1월 22일에 윤홍준 기자회견, 오익제 편지사건 등 안기부 북풍공작을 주도한 권영해에 대해 원심대로 징역5년
자격정지3년을 선고하면서 박일룡 전 안기부 1차장에게 징역2년 집행유예3년 자격정지2년, 임광수 전 101실장과 임경묵 전 102실장 등 전직 안기부 간부 4명에게 징역8월~1년6월 집행유예2~4년 자격정지1~2년을 선고하면서 김대중 후보를 비방하는 X파일 시리즈를 게재한 격주간지 인사이더월드 발행인 손충무에게 징역2년을 선고했다. 4월 26일에 대통령과 함께 찍은 것처럼 합성한 사진을 선거공보에 실은 허위사실공표죄에 대해 벌금150만원을 선고했다. 5월 20일에 자민련 후보가 시장 후보를 결정하자 무소속 후보로 출마하면서 새정치 국민회의의 추천을 받았다며 선거운동을 했던 경기 안성시장 한영식에게 원심대로 징역8월 집행유예2년을 선고했다. 8월 31일에 성남시 지하상가 개발업자로부터 금품을 받은 오성수 전 성남시장에 대해 징역5년 추징금 1억6천만원을 선고하면서 공직선거법 위반에 대해 벌금100만원, 업무상 횡령에 대해 무죄를 선고했다.